# لي تشانغ تشون
لي تشانغ تشون (ولد في فبراير 1944) هو عضو اللجنة الدائمة للمكتب السياسي للجنة المركزية للحزب الشيوعي الصيني. ينتمي لي تشانغ تشون إلى قومية هان، ومسقط رأسه داليان في مقاطعة لياونينغ. انضم للحزب الشيوعي الصيني في سبتمبر 1965 وبدأ العمل في سبتمبر 1966. تخرج من قسم الآلات الكهربائية في معهد هاربين للتكنولوجيا، وتخصص في أتمتة الشركات الصناعية. حاصل على تعليم جامعي. مهندس. أصبح في عام 2002 عضو اللجنة الدائمة للمكتب السياسي للجنة المركزية للحزب الشيوعي الصيني. لي تشانغ تشون هو عضو احتياطي للجنة المركزية الـ12 للحزب، وعضو اللجان المركزية من الـ13 إلى الـ17 للحزب. وعضو المكتب السياسي للجنة المركزية الـ15 للحزب. عضو المكتب السياسي وعضو اللجنة الدائمة للمكتب السياسي للجنتين المركزيتين الـ16 و الـ17 للحزب الشيوعي الصيني.